# Hyperion (stripalbum)
Hyperion is een fantastische strip geschreven door André-Paul Duchâteau en getekend door striptekenaar Franz Drappier. Het verhaal verscheen oorspronkelijk als mini-serie in het weekblad "Kuifje", en werd als (tweede) album uitgegeven binnen de reeks "Collectie Kaleidoscoop" in 1981.
Net als de meeste strips van Franz spelen paarden een grote rol. De invloed van de reeks Jugurtha en het humoristische ridderverhaal Korrigan is duidelijk te merken. Op zich kan het verhaal ook een beetje beschouwd worden als "voorloper" van Franz' latere werk zoals "Lotusbloem". Anderzijds maakte Franz ook duidelijke verwijzingen naar films zoals Aguirre, der Zorn Gottes. De Duitse acteur Klaus Kinski is duidelijk herkenbaar als een van de piraten die Hyperion's schip kapen.

## Plot
Het schip waarop de jonge koopman Hyperion voer wordt gekaapt door piraten, en hijzelf wordt gevangen genomen om als slaaf verkocht te worden. Door het toeval kan hij echter ontsnappen (samen met de blinde Amos) en komt hij terecht in een vroeg middeleeuwse beschaving (later zal blijken dat het verhaal zich eigenlijk afspeelt in een postatomair Europa; wanneer er op gegeven ogenblik mutanten zijn pad kruisen), waar hij de vrouwelijke krijger Maia ontmoet.